# Wang Qin
Wang Qin, född 8 maj 1994, är en friidrottare från Kina. Han deltog vid olympiska sommarspelen 2020.